# Ніклас Мойсандер
Ніклас Мойсандер  (фін. Niklas Moisander, нар. 29 вересня 1985, Турку)—  фінський футболіст, центральний захисник клубу «Мальме».
Триразовий чемпіон Нідерландів. Дворазовий володар Суперкубка Нідерландів. Чемпіон Швеції.

## Клубна кар'єра
Народився 29 вересня 1985 року в місті Турку. Вихованець юнацької команди клубу «ТПС» з рідного міста. У дорослому футболі дебютував 2002 року виступами за основну команду клубу, в якій протягом року взяв участь у 17 матчах чемпіонату. 
Влітку 2003 Нікласа, а також його брата-близнюка Генріка запросив до себе амстердамський «Аякс». Оригінальний дворічний контракт з амстердамцями Ніклас провів, граючи за молодіжну команду клубу та команду дублерів. Влітку 2005 року контракт було подовжено ще на рік, втім гравець так й не зміг пробитися до головної команди «Аякса». Натомість після завершення контракту з «Аяксом» Ніклас уклав дворічну угоду з друголіговим нідерландським «Зволле», в якому нарешті отримав регулярну ігрову практику на рівні першої команди. Згодом контракт гравця було подовжено на ще один рік.
Впевнена гра молодого фінського захисника привернула увагу представника елітної нідерландської ліги АЗ (Алкмар), який у липні 2008 домовився про трансфер гравця за 600 тисяч євро. У складі АЗ Ніклас провів наступні чотири роки своєї кар'єри гравця, поступово закріпивши за собою реноме одного з найнадійніших захисників нідерландської першості.
Влітку 2012 року на Мойсандера звернув увагу його колишній клуб, амстердамський «Аякс», який саме шукав заміну центральному захиснику Яну Вертонгену, проданому до «Тоттенгем Готспур». Клуби домовилися про трансфер Мойсандера за 3 мільйони євро, і наприкінці серпня 2012 він нарешті дебютував у складі головної команди «Аякса». Відразу став ключовою фігурою у захисті команді, а влітку 2014, після переходу Сіма де Йонга до «Ньюкасл Юнайтед», був обраний її капітаном.
25 березня 2015 року було оголошено, що по завершенні сезону фін залишить «Аякс» як вільний агент. Новим клубом гравця влітку того ж року стала італійська «Сампдорія», з якою він уклав трирічний контракт.
6 грудня 2024 року оголосив про завершення кар'єри футболіста.

## Виступи за збірні
2000 року дебютував у складі юнацької збірної Фінляндії (на рівні команди 15-річних). Загалом у складі команд різних вікових категорій взяв участь у 49 іграх на юнацькому рівні, відзначившись 3 забитими голами.
Протягом 2004–2006 років залучався до складу молодіжної збірної Фінляндії. На молодіжному рівні зіграв у 20 офіційних матчах, забив 1 гол.
29 травня 2008 року 22-річний захисник дебютував в офіційних матчах у складі національної збірної Фінляндії товариською грою проти збірної Туреччини. Наразі провів у формі головної команди країни 62 матчі, забивши 2 голи. 2011 року став капітаном збірної своєї країни.

## Статистика виступів

### Статистика клубних виступів
Станом на 22 лютого 2015 року
| Сезон              | Команда            | Чемпіонат          | Чемпіонат | Чемпіонат | Національний кубок | Національний кубок | Національний кубок | Континентальні кубки | Континентальні кубки | Континентальні кубки | Інші змагання | Інші змагання | Інші змагання | Усього | Усього |
| Сезон              | Команда            | Ліга               | Ігор      | Голів     | Ліга               | Ігор               | Голів              | Ліга                 | Ігор                 | Голів                | Ліга          | Ігор          | Голів         | Ігор   | Голів  |
| ------------------ | ------------------ | ------------------ | --------- | --------- | ------------------ | ------------------ | ------------------ | -------------------- | -------------------- | -------------------- | ------------- | ------------- | ------------- | ------ | ------ |
| 2002               | «ТПС»              | Ю                  | 8         | 0         | КФ                 | 0                  | 0                  | -                    | -                    | -                    | -             | -             | -             | 8      | 0      |
| 2003               | «ТПС»              | Ю                  | 9         | 0         | КФ                 | 0                  | 0                  | -                    | -                    | -                    | -             | -             | -             | 9      | 0      |
| Усього TPS         | Усього TPS         | Усього TPS         | 17        | 0         |                    | -                  | -                  |                      | -                    | -                    |               | -             | -             | 17     | 0      |
| 2006–07            | «Зволле»           | ЕЕД                | 34        | 1         | КН                 | 0                  | 0                  | -                    | -                    | -                    | -             | -             | -             | 34     | 1      |
| 2007–08            | «Зволле»           | ЕЕД                | 37        | 4         | КН                 | 1                  | 0                  | -                    | -                    | -                    | -             | -             | -             | 38     | 4      |
| Усього за «Зволле» | Усього за «Зволле» | Усього за «Зволле» | 71        | 5         |                    | 1                  | 0                  |                      | -                    | -                    |               | -             | -             | 72     | 5      |
| 2008–09            | АЗ                 | ЕД                 | 22        | 1         | КН                 | 2                  | 0                  | -                    | -                    | -                    | -             | -             | -             | 24     | 1      |
| 2009–10            | АЗ                 | ЕД                 | 28        | 1         | КН                 | 3                  | 0                  | ЛЧ                   | 5                    | 0                    | СКН           | 1             | 0             | 37     | 1      |
| 2010–11            | АЗ                 | ЕД                 | 29        | 0         | КН                 | 3                  | 0                  | ЛЄ                   | 8                    | 0                    | -             | -             | -             | 40     | 0      |
| 2011–12            | АЗ                 | ED                 | 30        | 1         | КН                 | 5                  | 1                  | ЛЄ                   | 14                   | 1                    | -             | -             | -             | 49     | 3      |
| 2012-сер. 2012     | АЗ                 | ЕД                 | 2         | 0         | КН                 | 0                  | 0                  | -                    | -                    | -                    | -             | -             | -             | 2      | 0      |
| Усього за АЗ       | Усього за АЗ       | Усього за АЗ       | 111       | 3         |                    | 13                 | 1                  |                      | 27                   | 1                    |               | 1             | 0             | 152    | 5      |
| сер. 2012–13       | «Аякс»             | ЕД                 | 29        | 4         | КН                 | 4                  | 0                  | ЛЧ+ЛЄ                | 6+2                  | 2+0                  | -             | -             | -             | 41     | 6      |
| 2013–14            | «Аякс»             | ЕД                 | 23        | 1         | КН                 | 4                  | 0                  | ЛЧ+ЛЄ                | 4+1                  | 0                    | СКН           | 1             | 0             | 33     | 1      |
| 2014–15            | «Аякс»             | ЕД                 | 22        | 0         | КН                 | 0                  | 0                  | ЛЧ+ЛЄ                | 5+0                  | 0                    | СКН           | 1             | 0             | 28     | 0      |
| Усього за «Аякс»   | Усього за «Аякс»   | Усього за «Аякс»   | 74        | 5         |                    | 8                  | 0                  |                      | 18                   | 2                    |               | 2             | 0             | 102    | 7      |
| Усього за кар'єру  | Усього за кар'єру  | Усього за кар'єру  | 273       | 13        |                    | 22                 | 1                  |                      | 45                   | 3                    |               | 3             | 0             | 343    | 17     |

## Титули і досягнення

### Командні
- Чемпіон Нідерландів (3):

АЗ :  2008-09
«Аякс»:  2012-13, 2013-14
- Володар Суперкубка Нідерландів (2):

АЗ :  2009
«Аякс»:  2013
- Чемпіон Швеції (2):

«Мальме»: 2021, 2023
- Володар Кубка Швеції (1):

«Мальме»: 2021-22

### Особисті
- Фінський футболіст року (2):

2012, 2013